# 美国外国情报监控法院
美国外国情报监控法院（英語：United States Foreign Intelligence Surveillance Court，缩写为FISC），是根据美国1978年《外国情报监控法》建立的联邦法院，主要任务是审查联邦执法机构對於监控境內外國間諜和外国情报机构的请求。此类请求通常是由美国国家安全局和联邦调查局提出。在成立后，其权力不断拓展，甚至被成为“几乎与最高法院平行的法院”。
1978年成立後至2009年，法院位於羅伯特·F·甘迺迪司法部大樓6樓，2009年後法院搬遷至華盛頓特區的E·巴雷特·普雷蒂曼美國法院大樓。